# Phaonia malayana
Phaonia malayana är en tvåvingeart som beskrevs av Malloch 1935. Phaonia malayana ingår i släktet Phaonia och familjen husflugor. Inga underarter finns listade i Catalogue of Life.